# Luana Bartholo
Luana Bartholo de Assis (Rio de Janeiro, 26 de fevereiro de 1985) é uma personal trainer, modelo e remadora brasileira. Competiu nos Jogos Olímpicos de Verão de 2012, em Londres.

## Biografia
Antes de se dedicar ao remo, praticava vários esportes. Chegou a fazer teste para jogar basquete no Club de Regatas Vasco da Gama, não sendo aprovada. Aos 16 anos, passou a praticar o remo.
Defendeu o Vasco por quase oito anos, conciliando com os cursos de publicidade e jornalismo. A partir de 2010, passou a se dedicar mais ao remo, formando dupla com Fabiana Beltrame.
Competiu com Fabiana no duplo skiff peso leve feminino nos Jogos Olímpicos de Verão de 2012. A dupla registrou o tempo de 7m27s46 na repescagem, ficando com quarta colocação da bateria e sendo eliminadas da prova.
Esteve no Flamengo até 2013, deixando o clube após o rubro-negro dever salários. Desde então, passou a atuar pelo Botafogo. Acabou não ficando no clube alvinegro por não concordar em permanecer no skiff peso-leve. A remadora tinha problemas para perder peso, chegando a ter bulimia e outros problemas alimentares.

### Pós-carreira no esporte
Luana passou por uma depressão entre 2012 e 2016. Começou a se dedicar à carreira de modelo e graduou-se em Educação Física, se tornando instrutora de crossfit.
A ex-remadora já havia feito trabalhos como modelo em 2013. Também tem experiência em participar de desfiles de escolas de samba, tendo sido passista do Acadêmicos do Salgueiro. Após a passagem pelo esporte, passou a se dedicar aos trabalhos como modelo, chegando a ser ring girl na competição “Boxing For You”.